# Mallocera amazonica
Mallocera amazonica är en skalbaggsart som beskrevs av Bates 1870. Mallocera amazonica ingår i släktet Mallocera och familjen långhorningar. Inga underarter finns listade i Catalogue of Life.